# Empecamenta nigra
Empecamenta nigra är en skalbaggsart som beskrevs av Gilbert John Arrow 1902. Empecamenta nigra ingår i släktet Empecamenta och familjen Melolonthidae. Inga underarter finns listade i Catalogue of Life.